# Liste der Baudenkmale in Quernheim
In der Liste der Baudenkmale in Quernheim sind alle Baudenkmale der niedersächsischen Gemeinde Quernheim aufgelistet. Die Quelle der  Baudenkmale ist der Denkmalatlas Niedersachsen. Der Stand der Liste ist der 13. März 2021.

## Allgemein
In den Spalten befinden sich folgende Informationen:
- Lage: die Adresse des Baudenkmales und die geographischen Koordinaten. Kartenansicht, um Koordinaten zu setzen. In der Kartenansicht sind Baudenkmale ohne Koordinaten mit einem roten Marker dargestellt und können in der Karte gesetzt werden. Baudenkmale ohne Bild sind mit einem blauen Marker gekennzeichnet, Baudenkmale mit Bild mit einem grünen Marker.
- Bezeichnung: Bezeichnung des Baudenkmales
- Beschreibung: die Beschreibung des Baudenkmales. Unter § 3 Abs. 2 NDSchG werden Einzeldenkmale und unter § 3 Abs. 3 NDSchG Gruppen baulicher Anlagen und deren Bestandteile ausgewiesen.
- ID: die Objekt-ID des Baudenkmales
- Bild: ein Bild des Baudenkmales, ggf. zusätzlich mit einem Link zu weiteren Fotos des Baudenkmals im Medienarchiv Wikimedia Commons. Wenn man auf das Kamerasymbol klickt, können Fotos zu Baudenkmalen aus dieser Liste hochgeladen werden:

## Quernheim

### Gruppe: Hofanlage Mittelort 1
Die Gruppe „Hofanlage Mittelort 1“ und wird von einem Eichenwäldchen umgeben. Die Gruppe hat die ID 34628056.

| Lage                                    | Bezeichnung        | Beschreibung | ID       | Bild |
| --------------------------------------- | ------------------ | --- | -------- | ---- |
| Mittelort 1 52° 27′ 46″ N, 8° 23′ 40″ O | Wohnhaus           | Das eingeschossige Backsteingebäude mit Mittelrisalit wurde 1922 unter einem Krüppelwalmdach errichtet.                                               | 34440640 | BW   |
| Mittelort 1 52° 27′ 45″ N, 8° 23′ 36″ O | Speicher           | Der zweigeschossige Fachwerkspeicher wurde Anfang des 18. Jahrhunderts errichtet und 1999 hierher aus Scholen transloziert.                           | 34440693 | BW   |
| Mittelort 1 52° 27′ 46″ N, 8° 23′ 39″ O | Wirtschaftsgebäude | Das Backsteingebäude wurde 1908 als Stall und Scheune mit zwei Längsdurchfahrten unter einem Satteldach errichtet. Das Gebäude ähnelt einem Gulfhaus. | 34440797 | BW   |
| Mittelort 1 52° 27′ 47″ N, 8° 23′ 42″ O | Scheune            | 1853 wurde die Scheune als Kornhaus mit Längsdurchfahrt aus Bruchstein unter einem Satteldach errichtet.                                              | 34440717 | BW   |
| Mittelort 1 52° 27′ 46″ N, 8° 23′ 42″ O | Scheune            | Die Fachwerkscheune mit Querdurchfahrten wurde im ausgehenden 19. Jahrhundert quer zur Bruchsteinscheune unter einem Satteldach errichtet.            | 34440747 | BW   |
| Mittelort 1 52° 27′ 46″ N, 8° 23′ 39″ O | Stall              | Der Fachwerkstall wurde um 1880 aus einem alten Speicher erweitert und steht unter einem Satteldach.                                                  | 34440772 | BW   |
| Mittelort 1 52° 27′ 45″ N, 8° 23′ 40″ O | Speicher           | 1740 wurde der Fachwerkspeicher mit Bruchsteinmauerwerk unter einem Satteldach errichtet.                                                             | 34440827 | BW   |

### Gruppe: Jüdischer Friedhof, Im Sande
Die Gruppe „Jüdischer Friedhof, Im Sande“ hat die ID 34628056.

| Lage                                 | Bezeichnung | Beschreibung                                                                                              | ID       | Bild           |
| ------------------------------------ | ----------- | --- | -------- | -------------- |
| Im Sande 52° 27′ 50″ N, 8° 24′ 14″ O | Friedhof    | Auf dem Jüdischen Friedhof Quernheim befinden sich noch 79 Grabsteine. Er wurde von 1732 bis 1934 belegt. | 34440535 | Weitere Bilder |

### Einzelbaudenkmale
| Lage                                             | Bezeichnung              | Beschreibung | ID       | Bild |
| ------------------------------------------------ | ------------------------ | --- | -------- | ---- |
| Kniepenort 8 52° 27′ 48″ N, 8° 23′ 24″ O         | Hofanlage                | Die Hofstelle mit groß angelegtem Garten und Hauptgebäude aus Fachwerk mit reetgedeckten Krüppelwalmdach.             | 34440598 | BW   |
| Schwatte Damm 39 52° 27′ 54″ N, 8° 23′ 13″ O     | Wohn-/Wirtschaftsgebäude | Das Zweiständer-Hallenhaus steht unter einem reetgedeckten Satteldach und wurde um 1850 errichtet.                    | 34440669 | BW   |
| Zu den Moorteilen 44 52° 27′ 57″ N, 8° 23′ 38″ O | Wohnhaus                 | Das Vierständer-Hallenhaus steht unter einem Satteldach in Gestalt eines Knickdachs. Das Gebäude wurde 2007 erneuert. | 34440559 | BW   |
| Zu den Moorteilen 1a 52° 27′ 53″ N, 8° 23′ 42″ O | Wohn-/Wirtschaftsgebäude | Das Zweiständer-Hallenhaus wurde 1789 unter einem reetgedeckten Dach errichtet.                                       | 34440579 | BW   |
| Unter den Eichen 19 52° 27′ 49″ N, 8° 23′ 45″ O  | Kinosaal                 | Das Backsteingebäude von 1952 steht unter einem Satteldach.                                                           | 45383460 | BW   |